# Zabójczy instynkt
Zabójczy instynkt – kryminalny amerykański, serial telewizyjny wyprodukowany przez Imagine Television i Fox 21. Serial jest amerykańską wersją duńskiego serialu Zabójcy. Scenariusz serialu napisał Glen Morgan na zamówienie stacji kablowej A&E ogłoszone 2 kwietnia 2013 roku. Premierowy odcinek serialu został wyemitowany 3 marca 2014 roku przez A&E. Zaledwie po dwóch odcinkach stacja zrezygnowała z emisji kolejnych odcinków. Pozostałe odcinki serialu zostały wyemitowane przez Lifetime Movie Network. W Polsce serial jest emitowany od 9 maja 2014 roku przez stację Fox Life

## Fabuła
Serial opowiada o pracy detektyw Catherine Jensen i lekarza sądowego Thomasa Schaffera, którzy tropią seryjnych morderców. Jensen chce rozwiązać sprawę porwania swojego brata.

## Obsada
- Chloë Sevigny jako Catherine Jensen, detektyw[6]
- James D’Arcy jako Thomas Schaeffer, lekarz sądowy[7]
- James Morrison jako Frank Bisgaard[8]
- Bruce Davison jako Howard Burgess
- Omid Abtahi jako Jerry Molbeck, detektyw[9]
- Kerry O’Malley jako Mia Vogel[8]

## Role drugoplanowe
- Anne Dudek jako Benedicte Schaeffer
- Dino Rende jako John Schaeffer
- Kathy Baker jako Marie Burgess
- Michael Rispoli jako don Wilkie[10]
- Kyle Bornheimer jako Paul Cavallo[11]
- Vinessa Shaw jako Angela Early

## Odcinki
| Sezon | Sezon | Odcinki | Oryginalna emisja | Oryginalna emisja | Oryginalna emisja | Oryginalna emisja | Oryginalna emisja |
| Sezon | Sezon | Odcinki | Premiera sezonu   | Finał sezonu      | Premiera sezonu   | Finał sezonu      |                   |
| ----- | ----- | ------- | ----------------- | ----------------- | ----------------- | ----------------- | ----------------- |
|       | 1     | 10      | 3 marca 2014      | 18 maja 2014      | 9 maja 2014       | 6 czerwca 2014    |                   |

### Sezon 1 (2014)
| Nr | #  | Tytuł            | Polski tytuł       | Reżyseria         | Scenariusz                   | Premiera A&E     | Premiera Fox Life |
| -- | -- | ---------------- | ------------------ | ----------------- | ---------------------------- | ---------------- | ----------------- |
|    | 1  | Pilot            | Nieuchwytny        | Joe Carnahan      | Glen Morgan                  | 3 marca 2014     | 9 maja 2014       |
|    | 2  | The Way Home     | Droga do domu      | David Petrarca    | Glen Morgan                  | 10 marca 2014    | 9 maja 2014       |
|    | 3  | Rocking the Boat | Kij w mrowisko     | Phil Abraham      | Chris Levinson               | 30 marca 2014    | 16 maja 2014      |
|    | 4  | Sunday           | Niedziela          | Charlotte Sieling | Glen Morgan                  | 6 kwietnia 2014  | 16 maja 2014      |
|    | 5  | Souvenirs        | Pamiątki           | David Petrarca    | Darin Morgan, Glen Morgan    | 13 kwietnia 2014 | 23 maja 2014      |
|    | 6  | Always After     | Zawsze po          | Stefan Schwartz   | Jeff Eckerle, Marilyn Osborn | 20 kwietnia 2014 | 23 maja 2014      |
|    | 7  | A Safe Place     | Bezpieczne miejsce | Sam Miller        | Jeff Eckerle, Marilyn Osborn | 27 kwietnia 2014 | 30 maja 2014      |
|    | 8  | Insomnia         | Bezsenność         | John Coles        | Andrew Wilder                | 4 maja 2014      | 30 maja 2014      |
|    | 9  | Untethered       | Nawiązany          | Stephen Kay       | Andrew Wilder                | 11 maja 2014     | 6 czerwca 2014    |
|    | 10 | Surrender        | Kapitulacja        | David Petrarca    | Chris Levinson               | 18 maja 2014     | 6 czerwca 2014    |